# Oviedo (comarca)
Oviedo (Asturisch: Uviéu) is een comarca (Asturisch: cotarru) van de Spaanse provincie en autonome regio Asturië. De hoofdstad is Oviedo, de oppervlakte 2323 km² en het heeft 163.298 inwoners (2003).

## Gemeenten
Belmonte de Miranda, Bimenes, Cabranes, Grado, Las Regueras, Llanera, Morcín, Nava, Noreña, Oviedo, Proaza, Quirós, Ribera de Arriba, Riosa, Sariego, Santo Adriano, Salas, Siero, Somiedo, Teverga, Yernes y Tameza.
Avilés · Caudal · Eo-Navia · Gijón · Nalón · Narcea · Oriente · Oviedo